# Anglesqueville-la-Bras-Long
Pour les articles homonymes, voir Anglesqueville.
Anglesqueville-la-Bras-Long est une commune française située dans le département de la Seine-Maritime en région Normandie.

## Géographie
Commune du pays de Caux située dans le canton de Saint-Valery-en-Caux.

### Hydrographie
La commune est située dans le bassin Seine-Normandie. Elle n'est drainée par aucun cours d'eau.

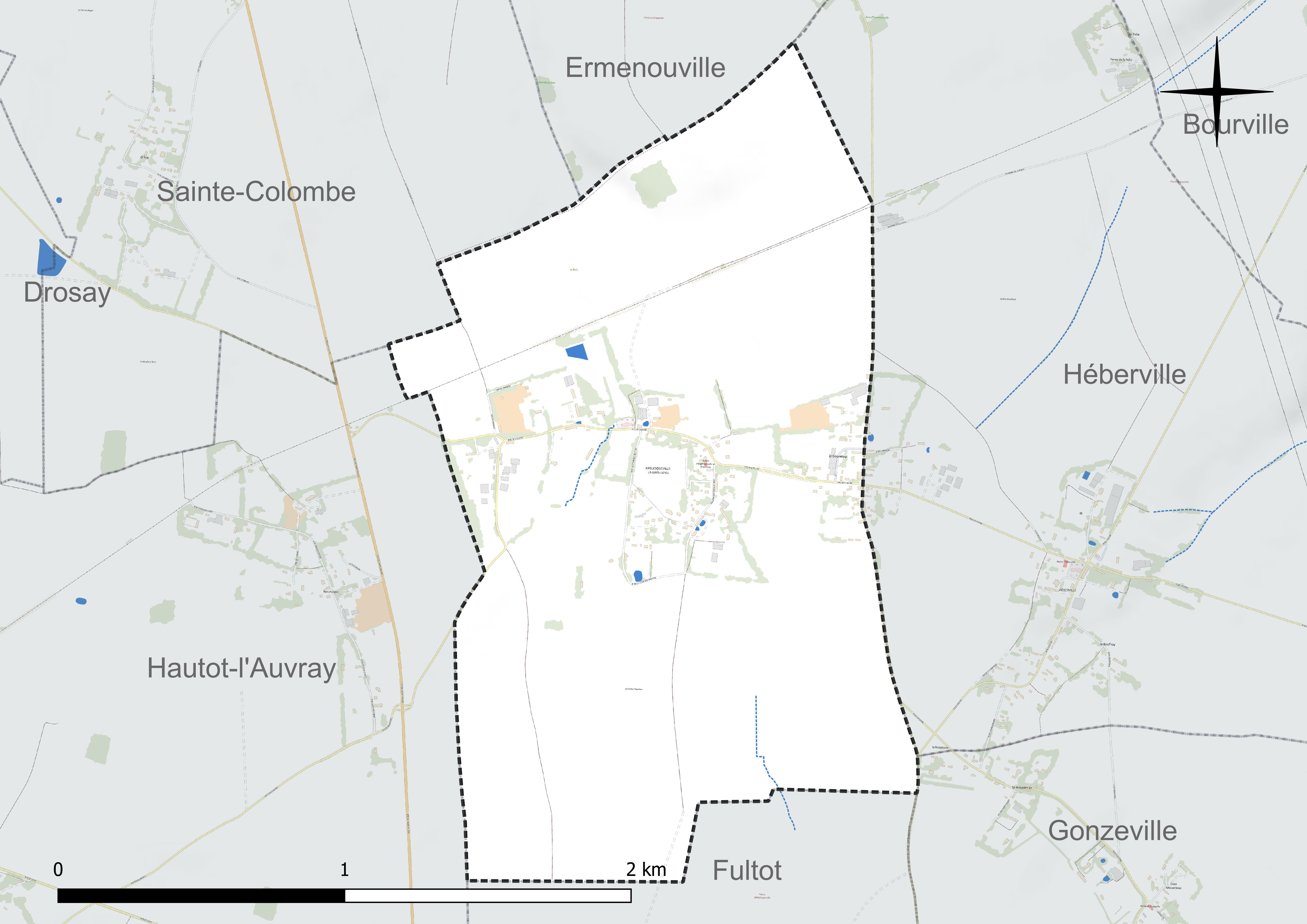
Réseau hydrographique d'Anglesqueville-la-Bras-Long.

### Climat
Pour des articles plus généraux, voir Climat de la Normandie et Climat de la Seine-Maritime.
En 2010, le climat de la commune est de type climat océanique franc, selon une étude du CNRS s'appuyant sur une série de données couvrant la période 1971-2000. En 2020, Météo-France publie une typologie des climats de la France métropolitaine dans laquelle la commune est exposée à un climat océanique et est dans la région climatique Côtes de la Manche orientale, caractérisée par un faible ensoleillement (1 550 h/an) ; forte humidité de l’air (plus de 20 h/jour avec humidité relative > 80 % en hiver), vents forts fréquents. Parallèlement le GIEC normand, un groupe régional d’experts sur le climat, différencie quant à lui, dans une étude de 2020, trois grands types de climats pour la région Normandie, nuancés à une échelle plus fine par les facteurs géographiques locaux. La commune est, selon ce zonage, exposée à un « climat maritime », correspondant au Pays de Caux, frais, humide et pluvieux, légèrement plus frais que dans le Cotentin.
Pour la période 1971-2000, la température annuelle moyenne est de 10,3 °C, avec une amplitude thermique annuelle de 13 °C. Le cumul annuel moyen de précipitations est de 941 mm, avec 13,5 jours de précipitations en janvier et 8,7 jours en juillet. Pour la période 1991-2020, la température moyenne annuelle observée sur la station météorologique la plus proche, située sur la commune d'Ectot-lès-Baons à 15 km à vol d'oiseau, est de 10,8 °C et le cumul annuel moyen de précipitations est de 905,5 mm,. Pour l'avenir, les paramètres climatiques de la commune estimés pour 2050 selon différents scénarios d’émission de gaz à effet de serre sont consultables sur un site dédié publié par Météo-France en novembre 2022.

## Urbanisme

### Typologie
Au 1er janvier 2024, Anglesqueville-la-Bras-Long est catégorisée commune rurale à habitat dispersé, selon la nouvelle grille communale de densité à sept niveaux définie par l'Insee en 2022.
Elle est située hors unité urbaine et hors attraction des villes,.

### Occupation des sols
L'occupation des sols de la commune, telle qu'elle ressort de la base de données européenne d’occupation biophysique des sols Corine Land Cover (CLC), est marquée par l'importance des territoires agricoles (100 % en 2018), une proportion identique à celle de 1990 (100 %). La répartition détaillée en 2018 est la suivante : 
terres arables (78,3 %), prairies (21,7 %). L'évolution de l’occupation des sols de la commune et de ses infrastructures peut être observée sur les différentes représentations cartographiques du territoire : la carte de Cassini (XVIIIe siècle), la carte d'état-major (1820-1866) et les cartes ou photos aériennes de l'IGN pour la période actuelle (1950 à aujourd'hui).

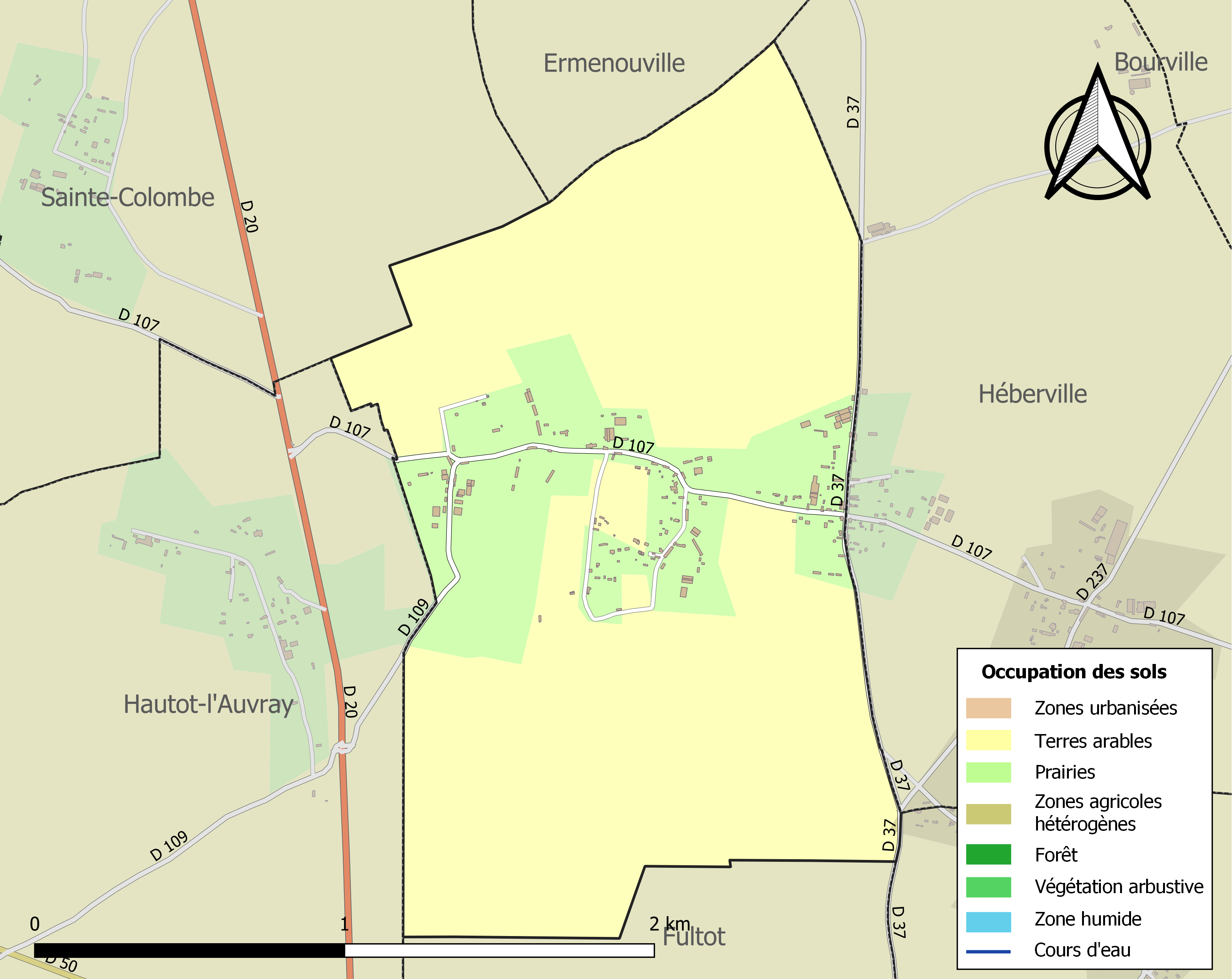
Carte des infrastructures et de l'occupation des sols de la commune en 2018 (CLC).

## Toponymie
Le nom de la localité est attesté sous les formes Decimam terre de Anglekevilla en 1155, Apud Engleskevillam en 1189 (Rec. Henri II I, 102, II, 426), A. de Angleskevilla en 1178, Decimas de Engleskevilla Lablalum en 1202 (Le Cacheux, Longueville 31, 100), Anglica Villa vers 1210, Ecc. de Englesquevilla vers 1240 (H. Fr. XXIII, 640, 295), Presbyter de Anglica Villa en 1248 (Bonnin 30), Englesqueville en 1319 (Archives départementales de la Seine-Maritime, G 3267, 3268), Anglicavilla la Braelont en 1337, Englesqueville la Braalon (Arch. S.-M. 10 H 108) ou la Braalon 1399, Anglesqueville la Braslong en 1419 (Arch. nat. P. 303-509), Englesqueville la Bras longs en 1505 (Arch. S.-M. 7 H 2061), Anglesqueville la Brallon en 1512 (Arch. S.-M. B. Echiq.), Englesqueville les Branllons en 1520 (Arch. S.-M. E tab. Neufchâtel, Anglesqueville la Braslong en 1534 (Arch. S.-M. G. Chap.), Englesqueville la Braslon en 1645, Sainte Anne d'Anglesqueville la Braslong en 1704 (Arch. S.-M. G 1669), Englesqueville la Bralon en 1648, Anglesqueville la Braslongs en 1738 (Pouillés), Notre-Dame d'Anglesqueville la Bras Long en 1714 (Arch. S.-M. G 738, Anglesqueville la bras longs en 1715 (Frémont), Englesqueville la Braslon en 1757 (Cassini), Englesqueville la bras long en 1788 (Dict.), Anglesqueville-le-Bras-Long en 1953 (Nom.).
Il s'agit d'une formation médiévale en -ville au sens ancien de « domaine rural ». Le premier élément Anglesque- est, comme c'est parfois le cas, un adjectif, ici un adjectif ethnique à savoir « anglaise », d'où le sens global de « domaine rural anglais ». Englesque / anglesque est la forme normanno-picarde correspondant à l'ancien français englesche, anglesche « anglaise ».

Le suffixe -esque est la forme normanno-picarde qui correspond à l'ancien français -esche, féminin des suffixes de nationalité en -ois cf. ancien français : danois, danesche ; anglois, anglesche ; tiois, tiesche « allemand ». On sait par ailleurs que la Normandie a été peuplée au Xe siècle en partie par des colons anglo-scandinaves, soit d'origine danoise (voire norvégienne) ou alors d'origine anglo-saxonne.
Le qualificatif la-Bras-Long est difficilement interprétable, « la-Bras-long » étant visiblement une étymologie populaire. La forme Engleskevilla Lablalum de 1202 (la plus ancienne) empêche de voir dans le qualificatif Bralon un composé à partir du vieux norrois lundr qui a donné par ailleurs la Londe, Yquelon, Yébleron, etc. Il doit s'agir d'une déformation d'un nom de famille. 
Homonymie avec Anglesqueville-l'Esneval et Anglesqueville-sur-Saâne, ancienne commune intégrée à la moderne Val-de-Saâne. Elles sont toutes deux également situées en Seine-Maritime. Ailleurs en Normandie, l'ancienne graphie Englesqueville a été conservée.
Au cours de la Révolution française, la commune porta provisoirement le nom d'Anglesqueville-la-Réunie.

## Politique et administration

### Résultats électoraux
Lors du second tour de l'élection présidentielle de 2002, la commune affichait un taux de participation de 100 %. Si d'autres communes françaises comme Orliaguet (Dordogne) ou Nogaret (Haute-Garonne) avaient un taux de participation identique, Anglesqueville-la-Bras-Long était celle qui comptait, avec 97 inscrits, le plus d'électeurs.

### Liste des maires
| Période                                  | Période                    | Identité              | Étiquette | Qualité                                                                          |
| ---------------------------------------- | -------------------------- | --------------------- | --------- | -------------------------------------------------------------------------------- |
| Les données manquantes sont à compléter. |                            |                       |           |                                                                                  |
|                                          | 1983                       | Henri Bennetot        |           |                                                                                  |
| mars 1983                                | mars 2001                  | François Leboullenger |           |                                                                                  |
| mars 2001                                | mai 2020                   | Paul Ménard           | DVG       | Instituteur à Anglesqueville-la-Bras-Long retraité secrétaire de mairie retraité |
| juillet 2020                             | En cours (au 11 août 2020) | Bruno Naze            |           |                                                                                  |

## Démographie
L'évolution du nombre d'habitants est connue à travers les recensements de la population effectués dans la commune depuis 1793. Pour les communes de moins de 10 000 habitants, une enquête de recensement portant sur toute la population est réalisée tous les cinq ans, les populations de référence des années intermédiaires étant quant à elles estimées par interpolation ou extrapolation. Pour la commune, le premier recensement exhaustif entrant dans le cadre du nouveau dispositif a été réalisé en 2004.

En 2022, la commune comptait 126 habitants, en évolution de +9,57 % par rapport à 2016 (Seine-Maritime : +0,35 %, France hors Mayotte : +2,11 %).
| 1793 | 1800 | 1806 | 1831 | 1836 | 1841 | 1846 | 1851 | 1856 |
| ---- | ---- | ---- | ---- | ---- | ---- | ---- | ---- | ---- |
| 306  | 380  | 366  | 390  | 409  | 403  | 372  | 396  | 375  |

| 1861 | 1866 | 1872 | 1876 | 1881 | 1886 | 1891 | 1896 | 1901 |
| ---- | ---- | ---- | ---- | ---- | ---- | ---- | ---- | ---- |
| 358  | 350  | 319  | 326  | 275  | 295  | 264  | 187  | 201  |

| 1906 | 1911 | 1921 | 1926 | 1931 | 1936 | 1946 | 1954 | 1962 |
| ---- | ---- | ---- | ---- | ---- | ---- | ---- | ---- | ---- |
| 216  | 215  | 210  | 178  | 201  | 201  | 180  | 157  | 158  |

| 1968 | 1975 | 1982 | 1990 | 1999 | 2004 | 2006 | 2009 | 2014 |
| ---- | ---- | ---- | ---- | ---- | ---- | ---- | ---- | ---- |
| 154  | 129  | 121  | 129  | 135  | 134  | 130  | 118  | 117  |

| 2019 | 2022 | - | - | - | - | - | - | - |
| ---- | ---- | - | - | - | - | - | - | - |
| 121  | 126  | - | - | - | - | - | - | - |

## Culture locale et patrimoine

### Lieux et monuments
Église Sainte-Anne.